# マヒドン大学
マヒドン大学（英語: Mahidol University、公用語表記: มหาวิทยาลัยมหิดล）は、バンコクに本部を置くタイ王国の国立大学。1888年創立、1943年大学設置。大学の略称はMU。
タイ最初の国立医科大学であるシリラート医科大学を前身とする。マヒドンは「タイの医療の父」とも言われるマヒドン・アデゥンヤデート（ラーマ９世の父）王子に由来する。特に、医学・薬学系分野はタイ最古の歴史を持つチュラーロンコーン大学と双璧をなしている。

## 概要
創立は1888年にラーマ5世国王陛下（チュラーロンコーン大王）によって設置されたシリラート病院の設置まで遡り、同病院のメディカルスクールは1893年に最初の医学博士号を授与したタイ最古の高等教育機関である。当時、医師の養成はシリラート病院において行われていた。1943年にチュラロンコン大学医学部の歯学・薬学・獣医学部門の一部と統合・再編され、シリラート医科大学としてタイで初めての国立医科大学となった。1969年に現在のマヒドン大学に改称した。
現在は17学部、9つの研究所、6つのカレッジ、5つのセンターを有する総合大学へと発展し、キャンパスはバンコクを中心に6つ有している。
タイムズ・ハイアー・エデュケーションの世界大学ランキング2017-2018ではタイで1位（チュラロンコン大学・タマサート大学と共にタイTOP3の名門大学）、アジアでは97位、2015年には、QS World University Rankingsによると医学分野では世界のトップ100の大学にランクされている。
2015年、鳥取県がマヒドン大学及びタイ工業連盟(医療機器部会)との間で「医療機器産業を担う人材育成」覚書を締結。

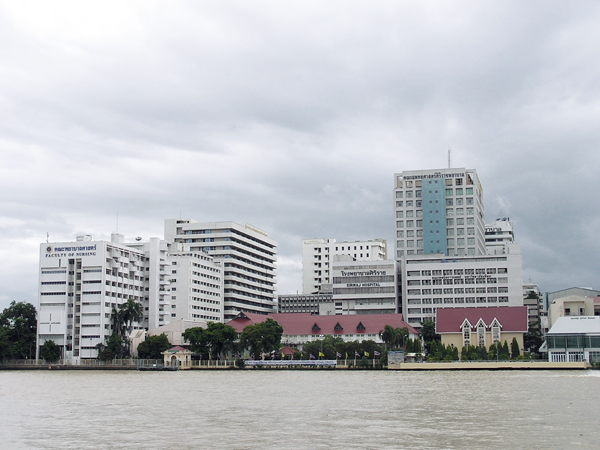
バンコクノイキャンパスのマヒドン大学とシリラート病院

マヒタラーティベートアドゥンラヤデートウィクロム

## 沿革
- 1888年 ラーマ5世国王陛下（チュラーロンコーン大王）によって開設されたシリラート病院として創立。
- 1889年 シリラート病院附属の医学校が設立。
- 1893年 同病院の医学校が最初の医学博士号の授与を開始（タイ最古の高等教育機関）
- 1896年1月 看護学部の前身となる看護学校が設立。
- 1943年 チュラロンコン大学医学部の歯学・薬学・獣医学部門の一部と統合され、シリラート医科大学として再編（タイで初めての国立医科大学）。
- 1948年 公衆衛生学部の開設。
- 1949年 看護学部の開設。
- 1957年 医療技術学部の開設。
- 1960年 熱帯医学部の開設。
- 1965年 理学療法学部の前身となる理学療法学校が設立。
- 1969年 マヒドン・アデゥンヤデート王子の名を冠したマヒドン大学に改称。
- 1972年 医学部から分離した看護学部が開設。
- 1987年 学部生向けの選択科目として音楽科目を設置。
- 1994年 音楽大学（The College of Music）を設立。
- 1999年 理学療法学校が理学療法学部へ昇格。

## 学部・大学院
- シリラート病院医学部
- 医療技術学部
- 看護学部
- 歯学部
- ラマティボディー病院医学部
- 薬学部
- 公衆衛生学部
- 科学部
- 熱帯医学部
- 工学部
- 環境・資源学部
- 情報・コミュニケーション学部
- 教養学部
- 理学療法学部
- 社会学部
- 獣医学部

## 研究機関
- アセアン健康開発研究所
- イノベーティブ・ラーニング研究所
- 栄養研究所
- 人口社会調査研究所
- 国立子ども家族発達研究所
- アジア言語文化研究所
- 人権・平和研究所
- テクノロジー・イノベーションマネジメント研究所
- 分子生物学研究所

## カレッジ
- International Collage
- Collage of Management
- Collage of Music
- Collage of Religious studies
- Collage of Sports Science and Technology

## センター
- 国立動物実験センター
- 国立ドーピングコントロールセンター
- マヒドン障害者支援サービスセンター
- Golden Jubilee Medical Center
- 図書館・ナレッジセンター

## 学術協定校[4]
| - 香港大学 - 香港理工大学 - インドネシア大学 - マラヤ大学 - フィリピン大学 - シンガポール国立大学 - 国立台湾大学 | - ソウル大学校 - オックスフォード大学 - トロント大学 - ニューヨーク大学 - カルフォルニア大学 - パリ大学 - オスロ大学 |  |

### 日本における協定校
| - 東京大学 - 東京医科歯科大学 - 京都大学 - 大阪大学 - 東北大学 - 名古屋大学 - 九州大学 - 北海道大学 - 筑波大学 - 千葉大学 - 神戸大学 - 岡山大学 - 広島大学 - 熊本大学 - 三重県立看護大学 | - 慶應義塾大学 - 北里大学 - 青山学院大学 - 大阪工業大学 |  |

部局間学術交流協定
- 公衆衛生学部と女子栄養大学
- ラマティボディ病院医学部と信州大学 医学部